# Люцерн (кантон)
Люце́рн (нім. Luzern; швейц.-нім. Lozärn; фр. Lucerne; італ. Lucerna; ромш. Lucerna) — німецькомовний кантон в центрі Швейцарії. Адміністративний центр — однойменне місто Люцерн. Цей кантон належить до регіонального об'єднання Центральна Швейцарія (Внутрішня Швейцарія).
Кантон Люцерн є внутрішнім кантоном і межує на заході і південному заході з кантоном Берн, на півночі і північному сході — з кантоном Ааргау, на сході — з кантонами Швіц і Цуг і на півдні з кантонами Обвальден та Нідвальден.